# Shaun Evaristo
Shaun Evaristo (São Francisco, nascido em 7 de outubro de 1983) é um coreógrafo e dançarino filipino-americano. Ele iniciou sua carreira como dançarino aos dez anos e aos dezoito tornou-se profissional. Posteriormente, passou a lecionar em instituições de dança bem conhecidas como o Urban Dance Camp, na Alemanha, o Broadway Dance Center, no Japão, e o Beat Mix, na Coreia do Sul. Ele também já se apresentou e coreografou diversas canções para artistas da América do Norte e Ásia. 
Evaristo também possui a Movement Lifestyle, uma empresa de gestão de coreógrafos. 

## Biografia
Evaristo nasceu e foi criado em São Francisco, Califórnia. Ele começou a demonstrar interesse pela dança aos cinco anos de idade, imitando as coreografias dos cantores Michael Jackson e Janet Jackson. Aos dez anos, ele formou seu primeiro grupo de dança chamado Gen2, formado também por seus primos e amigos, onde em sua garagem, o grupo passou a realizar coreografias e rotinas de dança juntos. Evaristo cita a turnê de Janet Jackson, a The Velvet Rope World Tour, como uma inspiração para si: "Aquele concerto mudou minha vida e dos dançarinos também".
Após diversas aulas de dança durante sua adolescência, incluindo sapateado e jazz, Evaristo foi exposto ao gênero que traria a maior influência a seu estilo de dança, o hip-hop. Durante sua adolescência, ele continuou criando e estruturando rotinas de dança e fazendo apresentações para o ensino médio.

## Carreira

### Coreografia
Aos dezoito anos Evaristo tornou-se dançarino profissional e aos 21 mudou-se para a cidade de Los Angeles, onde aprendeu a lecionar, passou a coreografar e realizar testes. Em 2008, foi contactado pela agência sul-coreana YG Entertainment, para trabalhar com o seu grupo pop coreano Big Bang. Este foi essencialmente uma porta de entrada para sua carreira profissional de dança. Nos anos seguintes, ele também coreografou as rotinas dos vídeos musicais do membro do Big Bang, Taeyang, como "Wedding Dress" e "I Need a Girl", dentre outros. Além disso, Evaristo coreografou para outros artistas sob a YG Entertainment, incluindo G-Dragon, outro integrante do Big Bang, e Seven, onde para este último, através da Kanauru Productions, ele auxiliou a estruturar e a coreografar uma rotina de dança para sua canção "Drip" de 2010.
Além de seu trabalho com os artistas sul-coreanos, Evaristo também excursionou com o cantor Omarion nos Estados Unidos e Canadá. Ele também filmou diversos vídeos musicais para artistas internacionais  mas seu primeiro trabalho com um artista dos Estados Unidos foi através de um vídeo musical do tipo comercial para a rede de lojas Sears, utilizando a canção "Arrive" da cantora Vanessa Hudgens. Mais tarde, Evaristo também excursionou com o cantor canadense Justin Bieber em sua Believe Tour realizada entre setembro de 2012 a dezembro de 2013.

### Oficinas de dança e Movement Lifestyle
Além de coreografar para artistas de música, Evaristo também faz suas próprias peças de dança que ele ensina em oficinas para dançarinos que querem aprender seu material. Seu trabalho foi exibido em várias oficinas de dança ao redor do mundo. Entre essas oficinas está o Urban Dance Camp, na Alemanha, uma oficina de educação intensiva de dança. Todos os anos, a UDC traz os melhores coreógrafos e dançarinos de rua em uma sessão de verão de 28 dias. Os dançarinos também mostram seu trabalho para o público no Urban Dance Showcase, no qual Evaristo apresentou-se em 2011.
Evaristo também realizou uma visita à Broadway Dance Center em Tóquio, Japão. Como a UDC, a  Broadway Dance Center é líder em educação de dança, mas no gênero do jazz. Ele e seu colega da Movement Lifestyle, Lyle Beniga, ensinaram como convidados para uma oficina no Japão. Além desta atividade, Evaristo também é fundador e CEO de uma empresa de gerenciamento de coreografias, a  Movement Lifestyle, que também atua como uma plataforma para artistas e coreógrafos se ramificarem em outros aspectos da dança e do entretenimento.